# New York State Route 292
New York State Route 292 oder NY 292 ist eine kurze State Route im Hudson Valley in New York, Vereinigte Staaten, welche die Putnam und Dutchess Countys miteinander verbindet. Der südliche Endpunkt ist an der New York State Route 311 in Patterson, der nördliche Endpunkt befindet sich an der New York State Route 55 innerhalb der Town of Pawling.

## Streckenbeschreibung

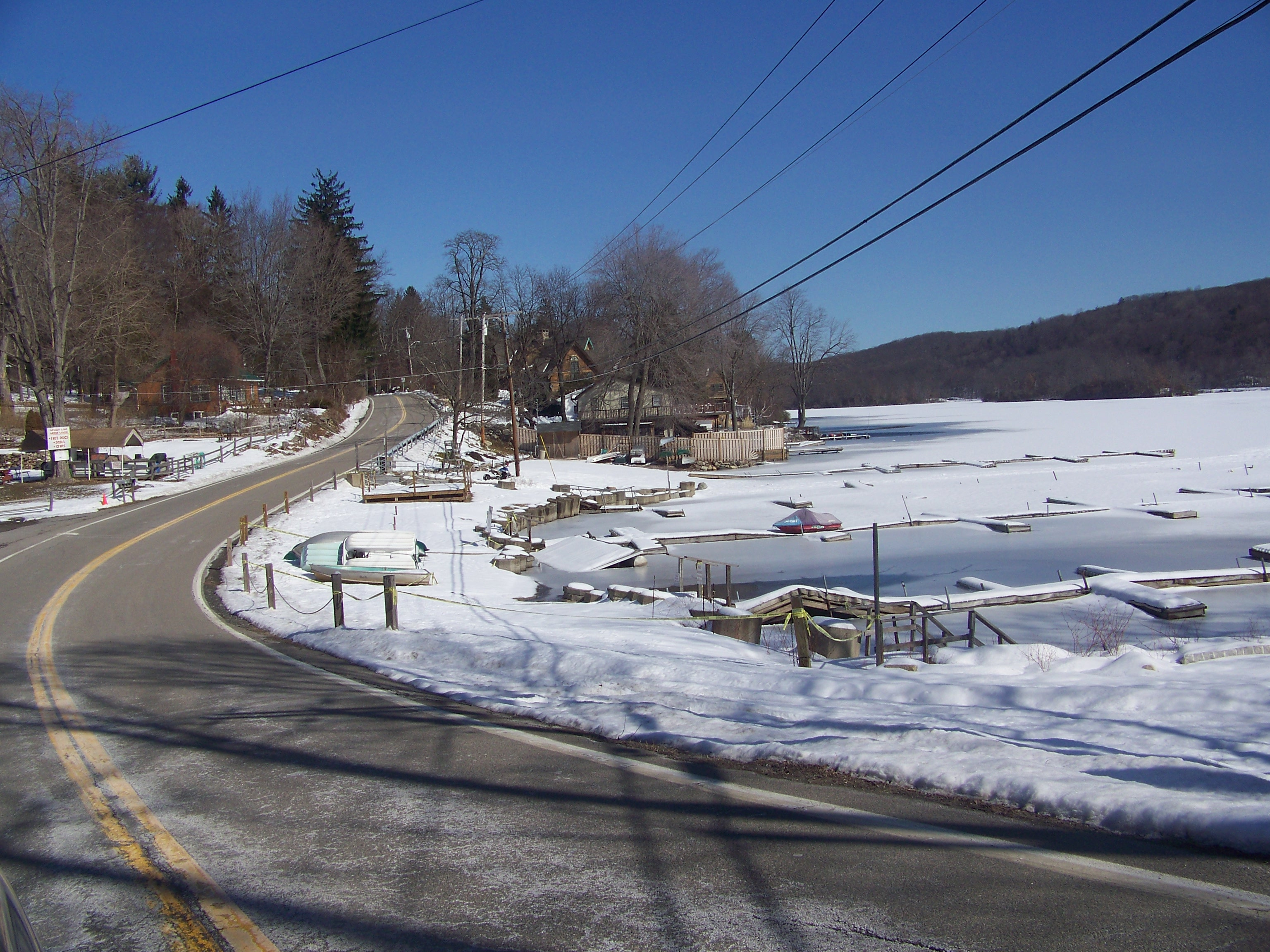
NY 292 in Richtung Norden, westlich des Whaley Lakes im Dutchess County

Die State Route 292 hat ihren Anfangspunkt an der New York State Route 311 in der Nähe des Weilers Patterson. Sie führt zunächst nach Westen, südlich des Patterson Veteran Memorial Parks parallel zur Countygrenze zwischen dem Putnam County und dem Dutchess County und kreut die County Route 63. Sie durchquert den Weiler West Patterson und biegt dann nach Norden ins Dutchess County ab. Dort führte sie durch die Town of Pawling, wo sie die County Route 30 quert.
Die Landstraße führt weiter nach Norden durch eine ländliche, bewaldete Gegend, die wenig bebaut ist, bevor sie eine Kurve nach Westen einschlägt, um am südlichen Rand des Whaley Lakes entlangzuführen. An der südwestlichen Spitze des Sees nimmt die State Route ihre nördliche Richtung wieder auf, um am westlichen und später am nördlichen Ufer entlang West Pawling zu erreichen. Dort biegt NY 292 nach Osten ab und führt für eine kurze Strecke auf einer früheren Trasse der New York State Route 55 zu ihrem Endpunkt an der heutigen NY 55 im Nordwesten der Town of Pawling.

## Geschichte

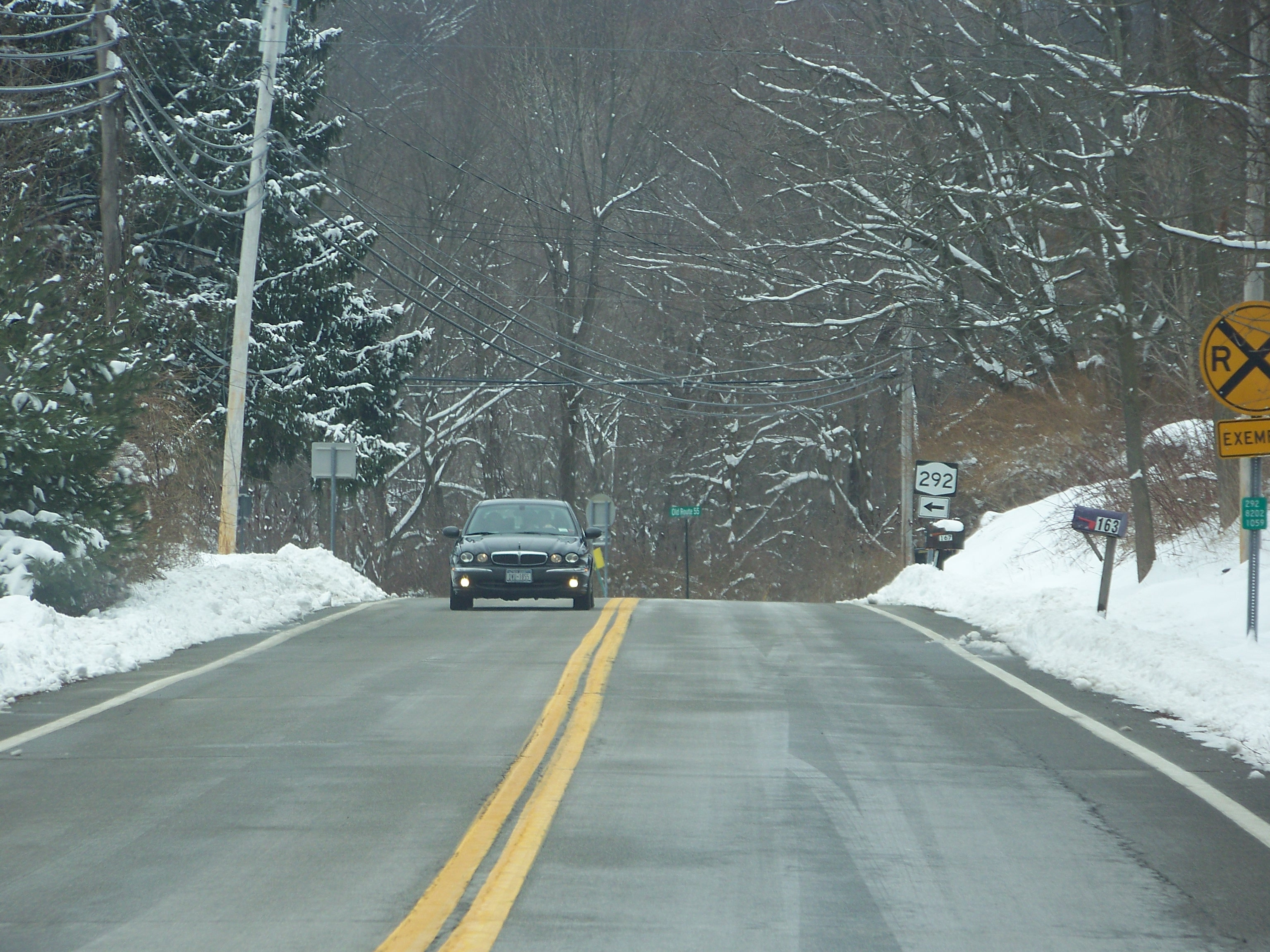
State Route 292 direkt östlich der Kreuzung mit der alten Route 55

Ein Teil der State Route war einst Teil der Patterson-Dutchess County Line Road, einer 2,59 km langen unbefestigten Straße von Banks Corner zum Whaley Lake. 1919 wurden Pläne verabschiedet, die zuvor unzureichende Straße neuzubauen; die Kosten des Projektes betrugen 43.500 US-Dollar (1919), davon entfielen 15.225 US-Dollar (1919) auf das Putnam County. Der Bau der neuen Straße begann im Mai und wurde im November 1919 fertiggestellt.
State Route 292 war ursprünglich ein Teil der  alten New York State Route 39, die von Patterson über West Patterson und East Fishkill nach Poughkeepsie führte. Bei der Neunummerierung 1930 wurde der Abschnitt zwischen East Fishkill und dem westlichen Rand von Patterson in die neue New York State Route 52 eingegliedert. Zwischen Patterson und der Kreuzung mit der New York State Route 22 wurde die alte NY 39 zur New York State Route 311.
Ende der 1930er Jahre wurde der Verlauf von NY 52 neu festgelegt; er folgt seitdem zwischen Stormville und Lake Carmel der derzeitigen Streckenführung, die alte Strecke zwischen Stormville und Patterson wurde Teil der New York State Route 216. Die Streckenführung blieb unverändert bis zum 1. Januar 1970. Damals wurde NY 216 zu ihrem heutigen Endpunkt in Poughquag verkürzt. Dabei wurde der frühere Abschnitt zwischen West Pawling und Patterson als NY 292 neunumeriert.